# Левченко, Алексей Алексеевич
Алексей Алексеевич Левченко (укр. Олексій Олексійович Левченко; 18 июля 1948 — 16 сентября 2020) — советский и украинский кинорежиссёр, художник-постановщик и киносценарист. Заслуженный деятель искусств Украины (2019).

## Биография
В 1972 году окончил КГХИ. Работал школьным учителем рисования. С 1978 года — художник-постановщик на Киевской киностудии имени А. П. Довженко.
Член Национального союза кинематографистов Украины.
Скончался 16 сентября 2020 года в Киеве, похоронен на Северном кладбище.

## Творчество

### Художник кино
Принимал участие в создании фильмов:
- 1979 — Своё счастье
- 1980 — Чёрная курица, или Подземные жители,
- 1981 — Будем ждать, возвращайся!; Ночь коротка; Карастояновы (телефильм, 3 серии, украинско-болгарского производства),
- 1984 — Как молоды мы были; Володя большой, Володя маленький
- 1986 — Храни меня, мой талисман; Одинокая женщина желает познакомиться
- 1987 — Любовь к ближнему
- 1988 — Смиренное кладбище
- 1990 — Ха-би-ассы; Это мы, Господи
- 1991 — Луна
- 1993 — Елисейские поля
- 1999 — Восток-Запад
- 2000 — День рождения Буржуя
- 2009 — Охота на Вервольфа

## Постановки
Автор сценариев и режиссёр фильмов:
- 1990 — Луна
- 1993 — Елисейские поля

## Награды и призы
- Золотой приз в Москве; специальный приз Джифони в Италии; специальный приз в г. Туре (Франция) — за оформление фильма «Черная курица или Подземные жители» (1980),
- Государственная премия УССР имени Т. Г. Шевченко (1986) — за оформление фильмов «Ночь коротка» (1981) и «Как молоды мы были» (1985)
- Заслуженный деятель искусств Украины (2019)